# Какое счастье быть турком!

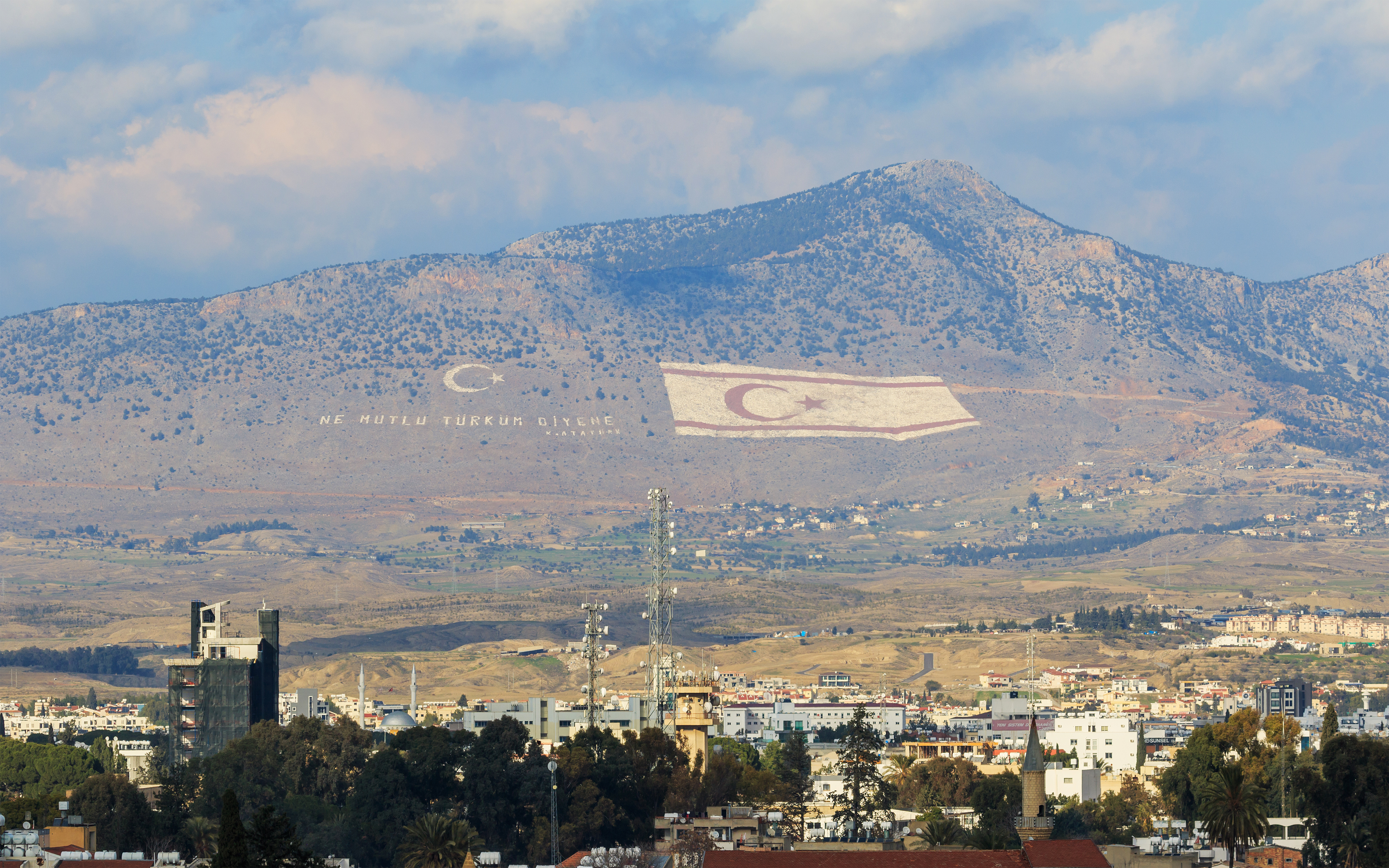
Фраза на горе в частично признанной Турецкой Республике Северного Кипра

«Какое счастье быть турком!» (тур. Ne mutlu Türk'üm diyene! — букв. «Как счастлив тот, кто может назвать себя турком») — фраза, произнесённая основателем современной Турции Мустафой Ататюрком в речи 29 октября 1933 года, на Дне Республики. Считается одной из его наиболее известных максим и неофициальным девизом турецких националистов.
Фраза имеет широкую популярность в рядах турецкой армии. C 1972 года она являлась последней строчкой официальной присяги в турецких школах. С 2013 года присяга в школах была отменена. Государственный совет Турции вернул её в 2018 году, но в 2021 Министерство образования Турции отменило это решение.